# Kolegium Pijarów w Podolińcu
Kolegium Pijarów w Podolińcu – polskie kolegium założone i prowadzone przez zakon pijarów w Podolińcu na Spiszu w latach 1642–1919.

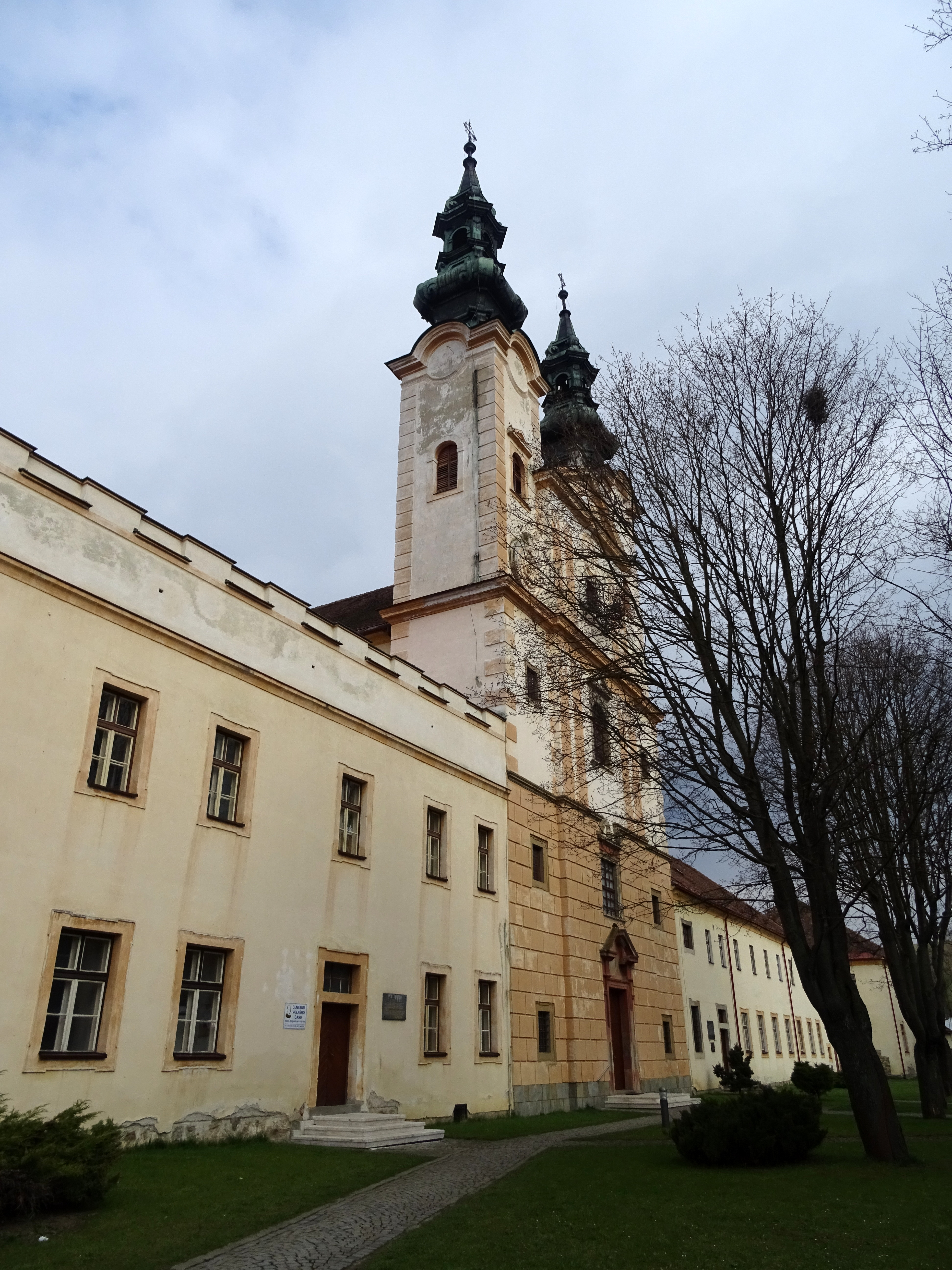

Założone zostało przez starostę spiskiego i wojewodę krakowskiego Stanisława Lubomirskiego w 1642, przy miejscowym klasztorze pijarów (pierwszym w środkowej Europie). Należało do najlepszych szkół w całej Polsce. Kształciła się w nim młodzież z całej Polski, nie tylko z dużych miast jak Warszawy i Krakowa, ale i z małych miasteczek, a także wsi. Uczyli się w nim też chłopcy z terenów dzisiejszej Słowacji i Węgier.
Przez 7 lat (1715-1722) z kolegium tym związany był Stanisław Konarski, który specjalizował się tu w naukach humanistycznych, był nauczycielem retoryki i poetyki, a także zajmował się pracą katechetyczną i filozofią. W nowicjacie byli tu też jego bracia: Stanisław (Antoni) i Władysław (Ignacy). Jednym z absolwentów kolegium był Józef Stolarczyk – polski taternik, pierwszy proboszcz Zakopanego.
Budynek klasztoru wybudowany został w latach 1642–1648 po zewnętrznej stronie murów miejskich, przez wiedeńskiego budowniczego. Przy klasztorze wystawiono kościół pod wezwaniem św. Stanisława, krakowskiego biskupa i męczennika.
Klasztor pijarów został rozwiązany w 1923, a w 1950 w jego budynku czechosłowackie władze komunistyczne zorganizowały obóz koncentracyjny dla katolickich księży i zakonników.